# Harry Smith (hockey sur glace, 1883)
Pour les articles homonymes, voir Harry Smith.
Harold Henry Smith (né le 29 décembre 1883 à Ottawa, dans la province de l'Ontario, au Canada — mort le 6 mai 1953 également à Ottawa) est un joueur professionnel canadien de hockey sur glace qui évoluait au poste de centre.

## Biographie
Harold Henry Smith naît le 29 décembre 1883 à Ottawa. Il est le frère cadet d'Alf et l'aîné de Thomas, deux futurs joueurs de hockey professionnels ; la famille compte alors un total de 7 enfants. Harry Smith joue pour la première fois au hockey sur glace en tant que senior avec l'équipe des Aberdeens d'Ottawa de la ligue intermédiaire CAHL en 1901. Par la suite, il joue avec Arnprior de la Upper Ottawa Valley Hockey League puis avec Smiths Falls. En 1905, il retourne jouer à Ottawa pour l'équipe des Sénateurs d'Ottawa champions en titre de la Coupe Stanley avec ses deux frères. Harry Smith passe deux saisons avec les Silver Seven alors que son frère est entraîneur-joueur de l'équipe.
Pour la saison 1907-1908, Harry Smith quitte le Canada pour rejoindre le nord des États-Unis. Il devient professionnel en jouant avec les Bankers de Pittsburgh de la Western Pennsylvania Hockey League. Lors de la saison suivante, il joue pour plusieurs équipes : les Bankers, le Pros de Toronto de l’Ontario Professional Hockey League, le Club de hockey de Haileybury dans la Ligue professionnelle de hockey du Témiscamingue et enfin les Wanderers de Montréal de l'Eastern Canada Amateur Hockey Association. Ces derniers remportent un défi de la Coupe Stanley contre le Club de hockey d'Edmonton en cours de saison en deux matchs. Le premier se solde sur le score de 7-3 avec 5 buts de Smith. Le second match tourne à l'avantage des Eskimos 7-6 avec un but pour Smith. Les Wanderers perdent finalement la Coupe Stanley à l'issue de la saison de l'ECHA aux profits d'Ottawa. Les deux équipes sont à égalité jusqu'à la dernière rencontre les opposant et avec une victoire 8-3, les joueurs d'Ottawa remportent la Coupe Stanley,.
Il commence la saison 1910 dans l'Association nationale de hockey en 1910 avec les Silver Kings de Cobalt mais finit cette dernière avec le Club de hockey de Haileybury. Smith change une nouvelle fois de ligue en 1911 et rejoint les Colts de Waterloo de l'OPHL pour une saison avant de s'aligner en 1912 avec les Colts de Schreiber. En 1912-1913, il participe à 15 rencontres avec les Tecumsehs de Toronto avant de jouer en 1913-1914 avec Ottawa pour deux rencontres.